# Mr. Tambourine Man (álbum)
Mr. Tambourine Man es el álbum debut de la banda de folk rock estadounidense The Byrds y fue lanzado en junio de 1965 por Columbia Records. El álbum, junto con el sencillo del mismo nombre, creó la banda y la transformó en éxito de rock internacional y fue igualmente influyente en el origen del estilo musical conocido como el folk rock. El término "folk rock" fue, de hecho, acuñado por la prensa musical de EE. UU. para describir el sonido de la banda a mediados de 1965, en torno al mismo tiempo que el solo Mr. Tambourine Man alcanzó la cima de la lista Billboard. El sencillo y el álbum también supusieron el primer desafío estadounidense exitoso frente al predominio musical de los Beatles y la invasión británica de mediados de la década de 1960.
El álbum alcanzó el puesto # 6 en la lista Billboard Top LPs y el puesto # 7 en el Reino Unido. El sencillo "Mr. Tambourine Man" fue lanzado antes del álbum en abril de 1965, alcanzando el puesto #1 tanto en el Billboard Hot 100 como en el UK Singles Chart. Un segundo sencillo del álbum, All I Really Want to Do, también una versión de una canción de Dylan, fue un éxito moderado en los EE. UU., pero funcionó mejor en el Reino Unido, donde alcanzó el Top 10.

## Antecedentes
Antes de formar The Byrds, la mayoría de los miembros de la banda había llegado con raíces en la música folk más que en el rock and roll. El guitarrista Jim McGuinn había sido un cantante folk en clubes de Nueva York y Los Ángeles durante la década de 1960 y había sido parte de grupos folk. Gene Clark también había trabajado como cantante de folk en solitario y como parte de los New Christy, mientras que David Crosby había pasado tiempo en Greenwich Village (Nueva York) como cantante de folk y también había sido miembro de Les Baxter's Balladeers. Chris Hillman estaba más orientado hacia la música bluegrass pero con experiencia en el folk.
McGuinn y Clark inicialmente se reunieron en el club Troubadour de Los Ángeles y pronto formaron un dúo tocando temas de los Beatles y adaptaciones al estilo de estos de las canciones populares tradicionales junto a obras propias. El dúo pronto se amplió con Crosby y se nombraron The Jet Set, a mediados de 1964. En los meses siguientes Hillman y Clarke fueron reclutados para Jet Set como bajista y batería, respectivamente. El grupo cambió su nombre a The Byrds tras Acción de Gracias.
Tras firmar con el sello discográfico Columbia Recording Studios, obtuvieron una copia de Mr. Tambourine Man, una canción escrita por Bob Dylan que no habían sido aún publicada, para usar como base de su primer sencillo.

## Música
Mr. Tambourine Man se abre con la canción escrita por Dylan, que fue un gran éxito internacional antes del lanzamiento del álbum. Las características más distintivas de la versión de The Byrds de Mr. Tambourine Man fueron las armonías vocales de Clark, McGuinn y Crosby, así como tintineo de McGuinn en doce cuerdas de su guitarra Rickenbacker (que complementa la frase "mañana tintineante", que se encuentran en la letra de la canción). Esta combinación de la guitarra de 12 cuerdas y la compleja armonía se convirtieron en la firma del sonido de la banda durante su primer período.
Otra canción famosa incluida en el álbum The Bells of Rhymney. La canción, que contaba la triste historia de un desastre minero en Gales, había sido adaptada por Peter Seeger a partir de una letra del poeta galés Davies Idris. Aunque la canción tenía un tema un tanto sombrío que se convirtió en una de las canciones más populares de la banda durante su residencia en el Ciro's. The Bells of Rhymney también fue influyente en los Beatles, en particular, George Harrison, quien  copió el sonido de guitarra de McGuinn y lo incorporó a su propia composición, If I Needed Someone, del álbum Rubber Soul.

## Legado
El álbum Mr. Tambourine Man estableció a la banda como un éxito de ventas en ambos lados del Atlántico, al presentar el nuevo estilo del folk rock y desafiar el dominio de los Beatles y el resto de la invasión británica. Más o menos al mismo tiempo que su primer sencillo alcanzaba el puesto # 1 en las listas de Billboard, la prensa musical EE. UU. comenzó a usar el término "folk rock" para describir a la mezcla de la música beat y folk de la banda.
En los meses posteriores a la publicación del álbum Mr. Tambourine Man y sus sencillos, muchos grupos imitaron el estilo híbrido del disco, con su uso de la guitarra y letras poéticas socialmente comprometidas. Las raíces de este sonido se encontraban en el renacimiento del folk estadounidense en la década de 1960, la grabación de The Animals de "The House of the Rising Sun", influencia popular en la composición de Brummels Beau y el tintineo de guitarra de doce cuerdas de The Searchers y The Beatles. Sin embargo, The Byrds fue el primer grupo en fusionar todos estos elementos dispares en un todo unificado. La influencia de los Byrds "puede ser escuchada en muchas grabaciones publicadas en Estados Unidos a fines de 1965 y 1966, incluyendo The Turtles, Simon & Garfunkel, The Lovin 'Spoonful, Barry McGuire, The Mamas & the Papas, Jefferson Airplane, We Five, Love y Sonny & Cher. El "sonido del rock popular" de The Byrds, establecido en Mr. Tambourine Man, ha sido también una influencia en muchas bandas posteriores, incluyendo a Big Star, Tom Petty y the Heartbreakers, REM, the Church, The Long Ryders, The Smiths, The Bangles, The Stone Roses, Teenage Fanclub, The Bluetones y Delays, entre otros.
El álbum fue seleccionado como el # 232 en la lista de 500 mejores álbumes de todos los tiempos en la revista Rolling Stone. Fue también incluido en el libro de Robert Dimery, 1001 discos que hay que escuchar antes de morir.

## Lista de canciones

### Lado 1
1. "Mr. Tambourine Man" (Bob Dylan) – 2:29
2. "I'll Feel a Whole Lot Better" (Gene Clark) – 2:32
3. "Spanish Harlem Incident" (Bob Dylan) – 1:57
4. "You Won't Have to Cry" (Gene Clark, Jim McGuinn) – 2:08
5. "Here Without You" (Gene Clark) – 2:36
6. "The Bells of Rhymney" (Idris Davies, Pete Seeger) – 3:30

### Lado 2
1. "All I Really Want to Do" (Bob Dylan) – 2:04
2. "I Knew I'd Want You" (Gene Clark) – 2:14
3. "It's No Use" (Gene Clark, Jim McGuinn) – 2:23
4. "Don't Doubt Yourself, Babe" (Jackie DeShannon) – 2:54
5. "Chimes of Freedom" (Bob Dylan) – 3:51
6. "We'll Meet Again" (Ross Parker, Hughie Charles) – 2:07

### 1996 CD Temas Extra
1. "She Has a Way" (Gene Clark) – 2:25
2. "I'll Feel a Whole Lot Better" [Alternate Version] (Gene Clark) – 2:28
3. "It's No Use" [Alternate Version] (Gene Clark, Jim McGuinn) – 2:24
4. "You Won't Have to Cry" [Alternate Version] (Gene Clark, Jim McGuinn) – 2:07
5. "All I Really Want to Do" [Single Version] (Bob Dylan) – 2:02
6. "You and Me" [Instrumental] (David Crosby, Gene Clark, Jim McGuinn) – 2:11

## Integrantes
The Byrds
- Jim McGuinn - guitarra líder, Voz
- Gene Clark - guitarra, Pandereta , Voz
- David Crosby - guitarra, Voz
- Chris Hillman - Bajo
- Michael Clarke - Batería

Músicos invitados
- Bill Pittman, Jerry Cole - guitarra (tracks 1, 8)
- Larry Knechtel - Bajo (tracks 1, 8)
- Leon Russell - Piano(tracks 1, 8)
- Hal Blaine - Batería(tracks 1, 8)

## Formato de venta
| Fecha                | Formato | Etiqueta |
| -------------------- | ------- | -------- |
| 21 de enero de 1965  | LP      | Columbia |
| 20 de agosto de 1965 | LP      | CBS      |